# Estação Arquelógica do Monte de São Martinho
A Estação Arqueológica do Monte de São Martinho ou Castro do Monte de São Martinho  é um povoado fortificado que apresenta planta irregular do qual subsistem alguns muros estruturais em alvenaria.
Localiza-se numa elevação quartzítica com cerca de 400 m de altitude a sudeste de Castelo Branco, sobranceira ao rio Ponsul.
Está em vias de classificação, estando homologado como Imóvel de Interesse Público desde 1989.

## Povoamento
Embora alguns vestígios recolhidos no local indiquem a sua ocupação ainda no Neolítico, foi, sem dúvida, do Bronze Final e da I Idade do Ferro que nos chegaram mais evidências do povoado fortificado que acabaria por ser posteriormente romanizado entre os séculos I e IV d. C. 
Do sistema defensivo original pouco mais resta do que alguns vestígios de muros de granito e alvenaria. No interior do povoado foi detectada a presença de algumas estruturas domésticas. As escavações realizadas no início do século XX permitiram localizar três estelas epigrafadas datadas da Idade do Bronze na zona exterior do complexo, junto à muralha. 
A reutilização tão duradoura deste sitio arqueológico poderá ser compreendida à luz de alguns preceitos cultuais, evidenciados, quer durante os períodos mencionados, quer em épocas muçulmana, medieval e moderna, como parecem atestar as romarias realizadas ainda hoje em torno da capela de São Martinho.

## Espólio
Os achados arqueológicos (machados de pedra polida; duas estelas gravadas e cerâmica de engobe brunida da época do bronze; moedas, fíbulas, aras, fragmentos cerâmicos e de vidro da época romana; moeda da época muçulmana) encontra-se no Museu Francisco Tavares Proença Júnior e no Museu Nacional de Arqueologia.